# Piotr Baron (dyrygent)
Piotr Baron (ur. 3 września 1965 w Zabrzu, zm. 24 lipca 2020 w Opolu) – polski dyrygent, nauczyciel akademicki, profesor PWSZ w Nysie, coach oraz terapeuta dźwiękiem i arteterapeuta.

## Wykształcenie
Ukończył studia chórmistrzowskie w Akademii Muzycznej im. I.J. Paderewskiego w Poznaniu. Doktorat w zakresie dyrygentury obronił w Akademii Muzycznej w Warszawie, habilitację z dyrygentury, na podstawie unikatowej płyty Józef Elsner Muzyka religijna obronił w Akademii Muzycznej w Gdańsku. Od 2014 roku był profesorem nadzwyczajnym w Państwowej Wyższej Szkole Zawodowej w Nysie, a także profesorem wizytującym w kilku uczelniach m.in. w Akademii Pedagogiki Specjalnej w Warszawie i Universität für Musik und darstellende Kunst w Wiedniu.
Piotr Baron był certyfikowanym coachem oraz business coachem (dyplom i certyfikacja ICC), członkiem Polskiego Towarzystwa Psychiatrycznego i wiceprzewodniczącym Sekcji Arteterapii tego Towarzystwa; również certyfikowanym terapeutą dźwiękiem (dyplom Peter Hess Institut w Uenzen). Na Zjeździe PTP w 2016 przedstawił referat Terapia dźwiękiem, jako działanie wspomagające w psychoterapii i coachingu.

## Działalność zawodowa
W latach 1990–2018 Piotr Baron był dyrektorem Społecznego Ogniska Muzycznego w Ozimku; dyrygentem i dyrektorem artystycznym Nysa Gospel Choir, z którym kilkakrotnie nagrał w TVP programy świąteczne z okazji świąt Bożego Narodzenia. Dyrygował wykonaniem oratorium Święty Piotr Janusza Kohuta w kościele w Bielsku-Białej w 2004 roku i Świątyni Opatrzności Bożej w Wilanowie w 2005 roku oraz Hip-hOpery Szczęśliwi ludzie tegoż twórcy w reżyserii Krzysztofa Korwina-Piotrowskiego, której prawykonanie odbyło się w Teatrze Polskim w Bielsku-Białej 4 czerwca 2007 roku. Prowadził chór Filharmonii Opolskiej w latach 1992–1994.
Piotr Baron był jednym z założycieli Instytutu Jazzu PWSZ w Nysie, w latach 2008–2016 jego wicedyrektorem, a od 1 października 2017 dyrektorem tego Instytutu; właścicielem Instytutu Coachingu i Szkoleń w Opolu, wydawnictwa Baron Edition; a także mediatorem sądowym. Był założycielem i wieloletnim prezesem Niemieckiego Towarzystwa Oświatowego.

## Działalność artystyczna
Jako wykonawca uczestniczył w festiwalach muzycznych m.in. na Schlesisches Musikfest w Görlitz, Międzynarodowym Festiwalu Organowym w Ołomuńcu. Wykonywał muzykę religijną różnych epok i stylów. Był m.in. autorem płyty Józef Elsner – muzyka religijna, zawierającej utwory kompozytora Solemnis Coronationis Missa op. 51 i Offertorium Tui sunt coeli et tua est terra.
Jako dyrygent skupiał się na muzyce wokalno-instrumentalnej. Prowadził dwa chóry w Instytucie Jazzu PWSZ w Nysie, był założycielem i prowadzącym Nyskiej Orkiestry Kameralnej. Współpracował m.in. z Orkiestrą Filharmonii Opolskiej i orkiestrą Kiever Kammerakademie, a także z orkiestrami i chórami w Niemczech, Czechach, Francji, Korei Południowej.
Podejmował działania artystyczne i naukowe zmierzające do odkrywania dzieł kompozytorów śląskich. Był twórcą i dyrektorem artystycznym Festiwalu Kompozytorów Śląskich, w którego ramach doprowadził do rekonstrukcji i wykonania wielu zapomnianych dzieł takich kompozytorów jak: Józef Elsner, Bolko von Hochberg, Ignaz Reimann, Joseph Ignaz Schnabel, Karl Ditters von Dittersdorf. Na Festiwalu wykonywano także dzieła współczesnych kompozytorów takich jak: Witold Szalonek, Ursula Mamlok, Norbert Linke, Ortwin Benninghoff, Stefan Sendecki.
Skomponował kilka utworów na organy, 30 piosenek dla dzieci, dwie msze, a także przebój dla pochodzącej z Chrzelic koło Prudnika niemiecko-polskiej piosenkarki Andrei Hampel (pseudonim sceniczny Andrea Rischka).

## Niektóre publikacje
Publikacje (wybór)
- Piotr Baron: Szkoła śpiewu Józefa Elsnera. W: red. nauk. Bogumiła Tarasiewicz: Kształcenie wokalne. Zielona Góra: Oficyna Wydawnicza Uniwersytetu Zielonogórskiego, 2016, s. 239–250. ISBN 978-83-7842-246-4.
- Piotr Baron. Ignaz Reimann (1820–1885). Wielki syn ziemi radkowskiej, Radków, Baron Edition, 2016, ISBN 978-83-944773-4-9.
- Piotr Baron: Terapia dźwiękiem jako działanie wspomagające komunikację z wewnętrznym JA człowieka. W: red. Robert Bartel: Sztuka w terapii, terapia w sztuce. Teoretyczne i praktyczne aspekty autoterapii przez sztukę. Poznań: Wydawnictwo Uniwersytetu Artystycznego w Poznaniu Wydziału Rzeźby i Działań Przestrzennych, 2017, s. 239–251. ISBN 978-83-65578-75-4.
- Piotr Baron. Bądź liderem i przywódcą. „Medical Maestro Magazine”. 2014 (Tom: 5, Zeszyt: 5). s. 692–693. Medical Maestro. ISSN 2353-3560. (pol.).
- Piotr Baron. Józef Elsner – twórca religijny. „Religious and Sacred Poetry”. 2016 (2(14)), s. 125–194. Marek Mariusz Tytko. Fundacja Naukowa Katolików Eschaton. ISSN 2299-9922. (pol.). (pdf)
- Piotr Baron: Terapia dźwiękiem jako działanie w psychoterapii i coachingu. W: red. Teresa Cwalina, Bernadetta Stano: Laboratorium marzeń. Praktyczny wymiar arteterapii. Kraków: Stowarzyszenie Psychiatria i Sztuka, 2016, s. 67–71. ISBN 978-83-940399-0-5.
- Piotr Baron, Magdalena Mielczarek: Muzyczne i dźwiękowe elementy arteterapii jako działania w profilaktyce zdrowia. W: red. Teresa Cwalina, Bernadetta Stano: Laboratorium marzeń. Praktyczny wymiar arteterapii. Kraków: Stowarzyszenie Psychiatria i Sztuka, 2016, s. 161–165. ISBN 978-83-940399-0-5.
- Piotr Baron: Rozdz. 1. W: red. Bartosz Łoza i Aleksandra Chmielnicka-Plaskota: Arteterapia. Cz. 3, Projekty. Warszawa: Difin, 2016. ISBN 978-83-7930-517-9. Brak numerów stron w książce